# Magota
Magota is een plaats in het district Doda van het Indiase unieterritorium Jammu en Kasjmir.

## Demografie
Volgens de volkstelling uit 2011 heeft Magota een populatie van 2.851, waarvan 1.466 mannen en 1.385 vrouwen. Onder hen waren 487 kinderen met een leeftijd tussen de 0 en 6 jaar. De plaats had in 2011 een alfabetiseringsgraad van 54,27%. Onder mannen bedroeg dit 67,51% en onder vrouwen 39,96%.